# Mycosphaerella contraria
Mycosphaerella contraria är en svampart som beskrevs av Hansf. 1941. Mycosphaerella contraria ingår i släktet Mycosphaerella och familjen Mycosphaerellaceae.   Inga underarter finns listade i Catalogue of Life.